# A Good Day to Be a Dog
A Good Day to Be a Dog (Hangul: 오늘도 사랑스럽개) là một bộ phim truyền hình Hàn Quốc dựa trên bộ truyện Webtoon cùng tên của Lee Hey. Bộ phim do Kim Dae-woong là đạo diễn và có sự tham gia của Cha Eun-woo, Park Gyu-young và Lee Hyun-woo. Phim được phát sóng trên MBC TV từ ngày 11 tháng 10 năm 2023 đến ngày 10 tháng 1 năm 2024, vào lúc 21:00 (KST) vào thứ Tư hàng tuần. Phim cũng được chiếu trên Viki và Viu ở một số khu vực.

## Nội dung
Bộ phim kể về Han Hae-na (Park Gyu-young thủ vai) - giáo viên dạy Quốc ngữ của trường Trung học Garam. Cô bị một lời nguyền rằng cô sẽ biến thành cún mỗi khi cô hôn ai đó. Người duy nhất có thể hoá giải lời nguyền tai hại của cô là Jin Seo-won (Cha Eun-woo thủ vai) - giáo viên dạy Toán cùng trường với cô, tuy đẹp trai nhưng vô cùng sợ cún.

## Dàn diễn viên

### Diễn viên chính
- Park Gyu-young vai Han Hae-na / Mak-soon: Giáo viên Quốc ngữ của trường Trung học Garam, biến thành cún khi hôn ai đó.[10]
- Cha Eun-woo vai Jin Seo-won / Soo-hyun: Giáo viên dạy Toán cùng trường với Hae-na, nổi tiếng là đẹp trai và anh luôn cố giấu với mọi người việc mình sơ chó.[6]
- Lee Hyun-woo vai Lee Bo-gyeom / San-sin: Giáo viên dạy Lịch sử cùng trường với Hae-na, thực chất là một vị thần, người gây ra lời nguyền cho gia đình Hae-na.[11]

## Sản xuất
Việc quay phim bắt đầu từ tháng 10 năm 2022 và kết thúc vào tháng 4 năm 2023

## Lượng người xem
| Mùa | Mùa | Số tập | Số tập | Số tập | Số tập | Số tập | Số tập | Số tập | Số tập | Số tập | Số tập | Số tập | Số tập | Số tập | Số tập |
| Mùa | Mùa | 1      | 2      | 3      | 4      | 5      | 6      | 7      | 8      | 9      | 10     | 11     | 12     | 13     | 14     |
| --- | --- | ------ | ------ | ------ | ------ | ------ | ------ | ------ | ------ | ------ | ------ | ------ | ------ | ------ | ------ |
|     | 1   | N/A    | 555    | N/A    | N/A    | N/A    | N/A    | N/A    | N/A    | N/A    | N/A    | N/A    | N/A    | N/A    | N/A    |

| Tập                                                                                      | Ngày phát hành       | Tỷ lệ khán giả trung bình (Nielsen Korea) |
| ---------------------------------------------------------------------------------------- | -------------------- | ----------------------------------------- |
| 1                                                                                        | 11 tháng 10 năm 2023 | 2.2% (29th)                               |
| 2                                                                                        | 11 tháng 10 năm 2023 | 2.8% (21st)                               |
| 3                                                                                        | 18 tháng 10 năm 2023 | 1.9% (29th)                               |
| 4                                                                                        | 1 tháng 11 năm 2023  | 1.7% (32nd)                               |
| 5                                                                                        | 15 tháng 11 năm 2023 | 1.7% (30th)                               |
| 6                                                                                        | 15 tháng 11 năm 2023 | 2.2% (26th)                               |
| 7                                                                                        | 22 tháng 11 năm 2023 | 2.2% (25th)                               |
| 8                                                                                        | 29 tháng 11 năm 2023 | 1.9% (29th)                               |
| 9                                                                                        | 6 tháng 12 năm 2023  | 1.8% (27th)                               |
| 10                                                                                       | 13 tháng 12 năm 2023 | 1.9% (28th)                               |
| 11                                                                                       | 20 tháng 12 năm 2023 | 1.5% (34th)                               |
| 12                                                                                       | 27 tháng 12 năm 2023 | 1.8% (29th)                               |
| 13                                                                                       | 3 tháng 1 năm 2024   | 1.5% (35th)                               |
| 14                                                                                       | 10 tháng 1 năm 2024  | 1.5% (36th)                               |
| Trung bình 1.9%                                                                          |                      |                                           |
| - Trong bảng trên, màu xanh thể hiện Rating thấp nhất và màu đỏ thể hiện Rating cao nhất |                      |                                           |